# 바자르뒤쥐산
바자르뒤쥐산(아제르바이잔어: Bazardüzü dağı, az; 레즈기어:  키첸 수브 cau; 러시아어: Базардюзю, ru)은 러시아(다게스탄 공화국)와 아제르바이잔 국경의 볼쇼이캅카스산맥에 있는 산꼭대기이다. 해발 4,466 미터 (14,652 ft)로, 다게스탄 공화국과 아제르바이잔 모두에서 가장 높은 산이며, 구사르구 지역에 위치한다. 다게스탄 공화국(그리고 러시아)의 최남단 지점은 봉우리에서 남서쪽으로 약 7킬로미터 떨어져 있다. 아제르바이잔어로 바자르뒤쥐는 "시장 광장"을 의미하며, 더 정확히는 특정 지형 지물로서 "시장으로, 바자르로 가는 길"을 의미한다. 중세 시대에 이 봉우리 동쪽에 위치한 샤흐나바드 계곡에서는 매년 대규모 다국적 박람회가 열렸다.

## 등반
G. P. 베이커와 G. 옐드는 1890년에 처음으로 등반을 기록한 사람들이다. 여름이 등반하기에 가장 적합한 시기로 여겨진다. 산으로 가는 두 가지 접근 방식이 있는데, 하나는 북동쪽에서, 다른 하나는 남서쪽에서이다. 북동쪽에서는 흐날릭(구바 지역)과 라자(구사르 지역) 마을에서 등반을 시작할 수 있다. 남서쪽 접근 방식은 가발라 지역 중심에서 두 마을, 즉 라자(구사르에 있는 마을과 이름이 같음)와 가마르반에서 시작된다. 야투흐데레 강(야투흐데레)의 범람원은 2800m 정상의 출발점이다.

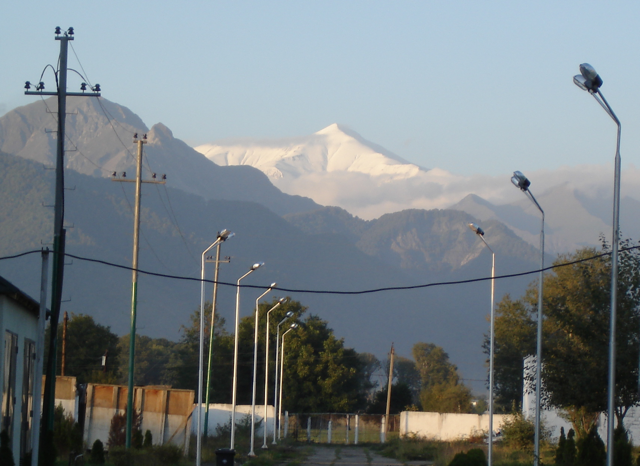
아제르바이잔 게벨레에서 본 바자르뒤쥐산

## 같이 보기
- 아제르바이잔의 주요 최고봉 목록
- 구톤산
- 유럽의 울트라 급봉 목록
- 최고 고도순 나라 목록